# Unihockey-Weltmeisterschaft der Frauen 2017
Die 11. Unihockey-Weltmeisterschaft der Frauen wurde vom 1. bis 9. Dezember 2017 in Bratislava, in der Slowakei, ausgetragen. Sieger des Turniers ist Schweden vor Finnland und der Schweiz.

## Veranstaltungsort
Die Spiele der Unihockey-Weltmeisterschaft 2017 der Frauen fanden in Bratislava in der Ondrej Nepela Arena und in der Hant Aréna statt.
| \| Bratislava \| |
| Bratislava       |

| Bratislava |

## Qualifikation
- Siehe auch: Unihockey-Weltmeisterschaft der Frauen 2017/Qualifikation

Insgesamt nehmen 31 Mannschaften an den kontinentalen Qualifikationsrunden teil. Die Qualifikationsturniere werden zwischen dem 31. Januar und 5. Februar 2017 ausgetragen. Die 16 Plätze für die Endrunde wurden wie folgt vergeben:
- Europa: 11 Teilnehmer (inkl. Gastgeber Slowakei)
- Amerika: 1 Teilnehmer
- Asien und Ozeanien: 4 Teilnehmer

### Teilnehmer
Gastgeber Slowakei ist automatisch qualifiziert.
| 11 aus Europa       | Slowakei           | Schweden   | Finnland | Schweiz     |
| inklusive Gastgeber | Tschechien         | Norwegen   | Polen    | Deutschland |
|                     | Lettland           | Dänemark   | Estland  |             |
| 1 aus Amerika       | Vereinigte Staaten |            |          |             |
| 4 aus Asien         | Japan              | Australien | Singapur | Thailand    |

## Modus
Es wird in vier Gruppen à vier Teams gespielt werden. In Gruppe A und B spielten hierbei die acht in der Weltrangliste am besten platzierten Teilnehmer, in den Gruppen C und D die restlichen Teams. Die Auslosung der Teams in die Gruppen erfolgte nach folgendem Schema.
|  | Direkt für das Viertelfinale qualifiziert |
|  | Für Playoff-Runde qualifiziert            |

| Gruppe A  | Gruppe B  | Gruppe C    | Gruppe D    |
| --------- | --------- | ----------- | ----------- |
| Platz 1–4 | Platz 1–4 | Platz 9–12  | Platz 9–12  |
| Platz 1–4 | Platz 1–4 | Platz 9–12  | Platz 9–12  |
| Platz 5–8 | Platz 5–8 | Platz 13–16 | Platz 13–16 |
| Platz 5–8 | Platz 5–8 | Platz 13–16 | Platz 13–16 |

Die beiden Erstplatzierten der Gruppen A und B qualifizierten sich nach der Gruppenphase direkt für das Viertelfinale, die Dritt- und Viertplatzierten spielten eine Playoff-Runde gegen die beiden Erstplatzierten der Gruppen C und D. Die Sieger dieser Playoff-Runde qualifizierten sich ebenfalls für das Viertelfinale.

## Auslosung
Die Teams werden gemäß ihrer Platzierung in der Weltrangliste in vier Töpfe aufgeteilt. (In Klammern die aktuelle Position.)
| Topf 1         | Topf 2          | Topf 3          | Topf 4                  |
| -------------- | --------------- | --------------- | ----------------------- |
| Schweden (1)   | Lettland (5)    | Slowakei (9)    | Vereinigte Staaten (17) |
| Finnland (2)   | Deutschland (6) | Dänemark (10)   | Singapur (18)           |
| Schweiz (3)    | Polen (7)       | Australien (12) | Estland (20)            |
| Tschechien (4) | Norwegen (8)    | Japan (13)      | Thailand (29)           |

### Gruppen
Die Mannschaften wurden nacheinander beginnend mit Topf 4 aus den Töpfen gezogen. Die Mannschaften aus Topf 3 und 4 wurden alternierend auf Gruppe C und D verteilt, die Mannschaften der Töpfe 1 und 2 auf Gruppe A und B. Die Auslosung ergab folgende Gruppen.
| Gruppe A   | Gruppe B    | Gruppe C   | Gruppe D           |
| ---------- | ----------- | ---------- | ------------------ |
| Norwegen   | Polen       | Singapur   | Vereinigte Staaten |
| Lettland   | Deutschland | Estland    | Japan              |
| Finnland   | Schweden    | Australien | Thailand           |
| Tschechien | Schweiz     | Slowakei   | Dänemark           |

## Gruppenspiele

### Gruppe A
| Land       | Sp | S | U | N | +  | -  | Pkt |
| ---------- | -- | - | - | - | -- | -- | --- |
| Finnland   | 3  | 3 | 0 | 0 | 27 | 3  | 6   |
| Tschechien | 3  | 2 | 0 | 1 | 17 | 8  | 4   |
| Norwegen   | 3  | 1 | 0 | 2 | 4  | 20 | 2   |
| Lettland   | 3  | 0 | 0 | 3 | 6  | 23 | 0   |

| 1. Dezember 2017 15:15 Uhr |  | Tschechien | 8:3 (5:3, 1:0, 2:0) Spielbericht | Lettland | Hant Arena, Bratislava Zuschauer: 170 |

| 2. Dezember 2017 09:30 Uhr |  | Norwegen | 3:2 (2:2, 0:0, 1:0) Spielbericht | Lettland | Zimný štadión Ondreja Nepelu, Bratislava Zuschauer: 101 |

| 2. Dezember 2017 16:00 Uhr |  | Finnland | 5:1 (1:0, 1:0, 3:1) Spielbericht | Tschechien | Hant Arena, Bratislava Zuschauer: 1089 |

| 3. Dezember 2017 16:00 Uhr |  | Finnland | 10:1 (4:1, 3:0, 3:0) Spielbericht | Norwegen | Zimný štadión Ondreja Nepelu, Bratislava Zuschauer: 434 |

| 4. Dezember 2017 14:00 Uhr |  | Lettland | 1:12 (0:4, 1:4, 0:4) Spielbericht | Finnland | Zimný štadión Ondreja Nepelu, Bratislava Zuschauer: 243 |

| 4. Dezember 2017 17:30 Uhr |  | Norwegen | 0:8 (0:1, 0:5, 0:2) Spielbericht | Tschechien | Zimný štadión Ondreja Nepelu, Bratislava Zuschauer: 338 |

### Gruppe B
| Land        | SP | S | U | N | +  | -  | Pkt |
| ----------- | -- | - | - | - | -- | -- | --- |
| Schweden    | 3  | 3 | 0 | 0 | 52 | 7  | 6   |
| Schweiz     | 3  | 2 | 0 | 1 | 31 | 13 | 4   |
| Polen       | 3  | 1 | 0 | 2 | 8  | 31 | 2   |
| Deutschland | 3  | 0 | 0 | 3 | 2  | 42 | 0   |

| 1. Dezember 2017 15:00 Uhr |  | Deutschland | 2:23 (0:8. 2:6, 0:9) Spielbericht | Schweden | Zimný štadión Ondreja Nepelu, Bratislava Zuschauer: 315 |

| 2. Dezember 2017 13:30 Uhr |  | Schweiz | 14:1 (5:1; 4:0, 5:0) Spielbericht | Polen | Zimný štadión Ondreja Nepelu, Bratislava Zuschauer: 134 |

| 3. Dezember 2017 15:30 Uhr |  | Deutschland | 0:14 (0:4, 0:6, 0:4) Spielbericht | Schweiz | HANT Arena, Bratislava Zuschauer: 157 |

| 3. Dezember 2017 18:10 Uhr |  | Schweden | 17:2 (7:1, 6:0, 4:1) Spielbericht | Polen | Hant Arena, Bratislava Zuschauer: 190 |

| 4. Dezember 2017 11:30 Uhr |  | Polen | 5:0 (3:0, 0:0, 2:0) Spielbericht | Deutschland | Zimný štadión Ondreja Nepelu, Bratislava Zuschauer: 417 |

| 4. Dezember 2017 15:40 Uhr |  | Schweden | 12:3 (5:2, 5:1, 2:0) Spielbericht | Schweiz | Zimný štadión Ondreja Nepelu, Bratislava Zuschauer: 227 |

### Gruppe C
| Land       | Sp | S | U | N | +  | -  | Pkt |
| ---------- | -- | - | - | - | -- | -- | --- |
| Slowakei   | 3  | 3 | 0 | 0 | 43 | 6  | 6   |
| Estland    | 3  | 2 | 0 | 0 | 23 | 18 | 4   |
| Singapur   | 3  | 0 | 1 | 2 | 11 | 27 | 1   |
| Australien | 3  | 0 | 1 | 2 | 10 | 36 | 1   |

| 1. Dezember 2017 18:00 Uhr |  | Slowakei | 12:2 (2:1, 4:0, 6:1) Spielbericht | Singapur | Zimný štadión Ondreja Nepelu, Bratislava Zuschauer: 741 |

| 1. Dezember 2017 19:30 Uhr |  | Estland | 10:4 (5:2, 3:1, 2:1) Spielbericht | Australien | Hant Arena, Bratislava Zuschauer: 117 |

| 2. Dezember 2017 11:30 Uhr |  | Singapur | 5:5 (1:2, 1:1, 3:2) Spielbericht | Australien | Hant Arena, Bratislava Zuschauer: 157 |

| 2. Dezember 2017 17:30 Uhr |  | Slowakei | 10:3 (2:1, 5:2, 3:0) Spielbericht | Estland | Zimný štadión Ondreja Nepelu, Bratislava Zuschauer: 1858 |

| 3. Dezember 2017 09:30 Uhr |  | Singapur | 4:10 (1:7, 1:2, 2:1) Spielbericht | Estland | Zimný štadión Ondreja Nepelu, Bratislava Zuschauer: 144 |

| 3. Dezember 2017 13:30 Uhr |  | Australien | 1:21 (0:3, 1:8, 0:10) Spielbericht | Slowakei | Zimný štadión Ondreja Nepelu, Bratislava Zuschauer: 1912 |

### Gruppe D
| Land               | Sp | S | U | N | +  | -  | Pkt |
| ------------------ | -- | - | - | - | -- | -- | --- |
| Dänemark           | 3  | 3 | 0 | 0 | 28 | 7  | 6   |
| Vereinigte Staaten | 3  | 2 | 0 | 1 | 17 | 17 | 4   |
| Japan              | 3  | 1 | 0 | 2 | 12 | 19 | 2   |
| Thailand           | 3  | 0 | 0 | 3 | 11 | 25 | 0   |

| 1. Dezember 2017 15:00 Uhr |  | Dänemark | 11:2 (2:0, 2:1, 7:1) Spielbericht | Thailand | Zimný štadión Ondreja Nepelu, Bratislava Zuschauer: 249 |

| 1. Dezember 2017 11:30 Uhr |  | Japan | 4:6 (1:3, 1:1, 2:2) Spielbericht | Vereinigte Staaten | Hant Arena, Bratislava Zuschauer: 181 |

| 2. Dezember 2017 19:30 Uhr |  | Japan | 3:11 (1:2, 0:2, 2:7) Spielbericht | Dänemark | Hant Arena, Bratislava Zuschauer: 208 |

| 3. Dezember 2017 11:30 Uhr |  | Vereinigte Staaten | 9:7 (4:3, 4:1, 1:3) Spielbericht | Thailand | Hant Arena, Bratislava Zuschauer: 143 |

| 4. Dezember 2017 09:30 Uhr |  | Thailand | 2:5 (1:1, 0:1, 1:3) Spielbericht | Japan | Hant Arena, Bratislava Zuschauer: 477 |

| 4. Dezember 2017 19:30 Uhr |  | Vereinigte Staaten | 2:6 (1:2, 1:4, 0:0) Spielbericht | Dänemark | Hant Arena, Bratislava Zuschauer: 87 |

## Platzierungsspiele Plätze 13–16
| 5. Dezember 2017 11:30 Uhr |  | Japan | 5:4 (1:1, 1:0, 3:3) Spielbericht | Australien | Zimný štadión Ondreja Nepelu, Bratislava Zuschauer: 280 |

| 5. Dezember 2017 15:30 Uhr |  | Singapur | 5:6 (1:1, 1:2, 3:3) Spielbericht | Thailand | Zimný štadión Ondreja Nepelu, Bratislava Zuschauer: 47 |

### Spiel um Platz 15
| 6. Dezember 2017 10:00 Uhr |  | Australien | 4:3 (2:2, 0:0, 2:1) Spielbericht | Singapur | Zimný štadión Ondreja Nepelu, Bratislava Zuschauer: 341 |

### Spiel um Platz 13
| 6. Dezember 2017 13:00 Uhr |  | Japan | 2:4 (1:2, 0:1, 1:1) Spielbericht | Thailand | Zimný štadión Ondreja Nepelu, Bratislava Zuschauer: 161 |

## Platzierungsspiele Plätze 9–12
| 6. Dezember 2017 11:30 Uhr |  | Estland | 2:4 (0:0, 0:3, 2:1) Spielbericht | Dänemark | Hant Arena, Bratislava Zuschauer: 210 |

| 6. Dezember 2017 15:30 Uhr |  | Vereinigte Staaten | 7:10 (1:4, 4:2, 2:4) Spielbericht | Deutschland | Hant Arena, Bratislava Zuschauer: 187 |

### Spiel um Platz 11
| 7. Dezember 2017 10:00 Uhr |  | Estland | 8:7 n. V. (2:2, 2:1, 3:4, 1:0) Spielbericht | Vereinigte Staaten | Zimný štadión Ondreja Nepelu, Bratislava Zuschauer: 357 |

### Spiel um Platz 9
| 7. Dezember 2017 13:00 Uhr |  | Dänemark | 4:3 (2:1, 0:1, 2:1) Spielbericht | Deutschland | Zimný štadión Ondreja Nepelu, Bratislava Zuschauer: 217 |

## Platzierungsspiele Plätze 5–8
| 8. Dezember 2017 13:00 Uhr |  | Slowakei | 7:4 (1:3, 4:1, 2:0) Spielbericht | Norwegen | Zimný štadión Ondreja Nepelu, Bratislava Zuschauer: 732 |

| 8. Dezember 2017 10:00 Uhr |  | Polen | 5:1 (0:0, 2:0, 3:1) Spielbericht | Lettland | Zimný štadión Ondreja Nepelu, Bratislava Zuschauer: 409 |

### Spiel um Platz 7
| 9. Dezember 2017 8:30 Uhr |  | Norwegen | 3:12 (0:3, 2:5, 1:4) Spielbericht | Polen | Zimný štadión Ondreja Nepelu, Bratislava Zuschauer: 207 |

### Spiel um Platz 5
| 9. Dezember 2017 11:15 Uhr |  | Slowakei | 6:4 (2:0, 0:1, 4:3) Spielbericht | Lettland | Zimný štadión Ondreja Nepelu, Bratislava Zuschauer: 2378 |

## Finalrunde

### Playoff-Runde
| 6. Dezember 2017 19:00 Uhr |  | Norwegen | 5:4 (2:2, 3:0, 0:2) Spielbericht | Vereinigte Staaten | Zimný štadión Ondreja Nepelu, Bratislava Zuschauer: 145 |

| 5. Dezember 2017 10:00 Uhr |  | Polen | 6:1 (2:1, 2:0, 2:0) Spielbericht | Estland | Zimný štadión Ondreja Nepelu, Bratislava Zuschauer: 325 |

| 5. Dezember 2017 13:00 Uhr |  | Lettland | 4:1 (1:0, 2:0, 1:1) Spielbericht | Dänemark | Zimný štadión Ondreja Nepelu, Bratislava Zuschauer: 112 |

| 5. Dezember 2017 16:00 Uhr |  | Deutschland | 3:7 (1:2, 1:3, 1:2) Spielbericht | Slowakei | Zimný štadión Ondreja Nepelu, Bratislava Zuschauer: 2031 |

### Viertelfinale
| 7. Dezember 2017 17:00 Uhr |  | Finnland | 6:2 (2:2, 1:0, 3:0) Spielbericht | Slowakei | Zimný štadión Ondreja Nepelu, Bratislava Zuschauer: 3856 |

| 6. Dezember 2017 16:10 Uhr |  | Schweden | 21:0 (7:0, 7:0, 7:0) Spielbericht | Lettland | Zimný štadión Ondreja Nepelu, Bratislava Zuschauer: 234 |

| 6. Dezember 2017 19:00 Uhr |  | Tschechien | 10:4 (5:4, 5:0, 4:2) Spielbericht | Polen | Zimný štadión Ondreja Nepelu, Bratislava Zuschauer: 337 |

| 7. Dezember 2017 20:00 Uhr |  | Schweiz | 10:1 (2:1, 4:0, 4:0) Spielbericht | Norwegen | Zimný štadión Ondreja Nepelu, Bratislava Zuschauer: 243 |

### Halbfinale
| 8. Dezember 2017 20:10 Uhr |  | Schweden | 7:1 (4:0, 2:0, 1:1) Spielbericht | Tschechien | Zimný štadión Ondreja Nepelu, Bratislava Zuschauer: 1305 |

| 8. Dezember 2017 17:00 Uhr |  | Finnland | 3:1 (0:0, 1:0, 2:1) Spielbericht | Schweiz | Zimný štadión Ondreja Nepelu, Bratislava Zuschauer: 1313 |

### Spiel um Platz 3
| 9. Dezember 2017 14:15 Uhr |  | Tschechien | 2:3 (0:0, 2:1, 0:2) Spielbericht | Schweiz | Zimný štadión Ondreja Nepelu, Bratislava Zuschauer: 2508 |

### Finale
| 9. Dezember 2017 17:08 Uhr |  | Schweden | 6:5 n. P. (2:1, 2:1, 1:3, 0:0, 2:1) Spielbericht | Finnland | Zimný štadión Ondreja Nepelu, Bratislava Zuschauer: 3664 |

## Abschlussplatzierungen
| RF | Team               |
| -- | ------------------ |
| 1  | Schweden           |
| 2  | Finnland           |
| 3  | Schweiz            |
| 4  | Tschechien         |
| 5  | Slowakei           |
| 6  | Lettland           |
| 7  | Polen              |
| 8  | Norwegen           |
| 9  | Dänemark           |
| 10 | Deutschland        |
| 11 | Estland            |
| 12 | Vereinigte Staaten |
| 13 | Thailand           |
| 14 | Japan              |
| 15 | Australien         |
| 16 | Singapur           |

## Schiedsrichter
| Schiedsrichterduo                   | Land       | Spiele |
| ----------------------------------- | ---------- | ------ |
| Juhani Kirves, Henrik Snellman      | Finnland   | 8      |
| Tom Kirjonen, Jyrki Sirkka          | Finnland   | 8      |
| Jörgen Andersson, Daniel Dufvenberg | Schweden   | 8      |
| Thomas Lehmann, Andreas Manser      | Schweiz    | 8      |
| Bin Bin Lin, Carmen Teo             | Singapur   | 8      |
| Martin Reichelt, Tomas Kostinek     | Tschechien | 8      |

## Fernsehübertragung
Jedes Spiel wird live über den YouTube-Channel der IFF übertragen. Zusätzlich haben Fernsehstationen die Möglichkeit die Partien in ihrem Land zu übertragen, daher kommt es zu Neuansetzungen wegen der Sendezeiten.

## Trivia
- Beim Spiel der Gruppe B zwischen Finnland und Tschechien wurde Rolf Kern, Trainer der Schweizer Nationalmannschaft, mit einer Videokamera auf der Tribüne gesichtet. Dies ist gemäß Vorgaben der IFF verboten, da die Mannschaften das Videomaterial von der IFF bekommen. Am darauffolgenden Tag wurde Kern mit einer Busse belegt. Die IFF-Jury debattierte ebenfalls über einen Entzug der Akkreditierung.[5]
- Fabian Arvidsson, Trainer des UHC Waldkirch-St. Gallen, stieß am 4. Dezember zum Staff der deutschen Nationalmannschaft hinzu. Er assistiert beim Turnier dem Cheftrainer Simon Brechbühler.[5]
- Die Slowakei erzielte in der Partie gegen 21:1-Sieg über Australien als erste Mannschaft überhaupt 10 Tore in einem Drittel.[5]